# Jocelyn Blanchard
Jocelyn Blanchard (sinh ngày 28 tháng 5 năm 1972) là một cựu cầu thủ bóng đá chuyên nghiệp người Pháp đã từng thi đấu ở vị trí tiền vệ phòng ngự.

## Đời tư
Blanchard được sinh ra tại Béthune, Pas-de-Calais vào ngày 28 tháng 5 năm 1972.

## Sự nghiệp thi đấu
Khi còn thi đấu tại Metz, anh ta thi đấu tại trận Chung kết Cúp Liên đoàn bóng đá Pháp 1996.
Ngày 5 tháng 6 năm 2009, Blanchard gia nhập Austria Kärnten cho đến tháng 6 năm 2010. Anh ta rời câu lạc bộ khi đội bóng bị giải thể vào năm 2010.

## Phong cách chơi bóng
Blanchard là một cầu thủ chuyền bóng chính xác và sở hữu kỹ thuật xuất sắc. Anh ấy nổi tiếng là cầu thủ chủ chốt cho các đội của mình, và đặc điểm chính của anh ấy là khả năng tranh bóng dẻo dai và thể lực.